# 유나결
유나결(본명: 안가령, 1996년 6월 4일 ~ )은 대한민국의 배우이자 전 헬로비너스 멤버로 활동 당시 서브보컬을 맡았었다. 과거 '여름'이란 이름으로 활동하다가, '유나결'로 변경하였다.

## 드라마
- 2015년 MBC every1 월목드라마 《투 비 컨티뉴드》 - 여름 역
- 2020년 Seezn 《오지 않는 아이》 - 선미나 역
- 2021년 Seezn, 라이프타임 수금드라마 《인어왕자: 더 비기닝》 - 오윤영 역